# Американская антропологическая ассоциация

логотип

Америка́нская антропологи́ческая ассоциа́ция (ААА) (англ. American Anthropological Association) — профессиональная организация антропологов в США. Основана в 1902 году. Насчитывает 11 тысяч членов, штаб-квартира располагается в округе Арлингтон (штат Виргиния). Объединяет учёных и прикладных антропологов, специализирующихся в археологии, физической и культурной антропологии и других направлениях. Регулярно проводит собрания своих членов и издаёт более 20 реферируемых научных журналов. 